# Baza lotnicza Jełgawa
Baza lotnicza Jełgawa – baza lotnicza Łotewskich Sił Powietrznych zlokalizowana w miejscowości Jełgawa, na Łotwie.